# Centella asiatica

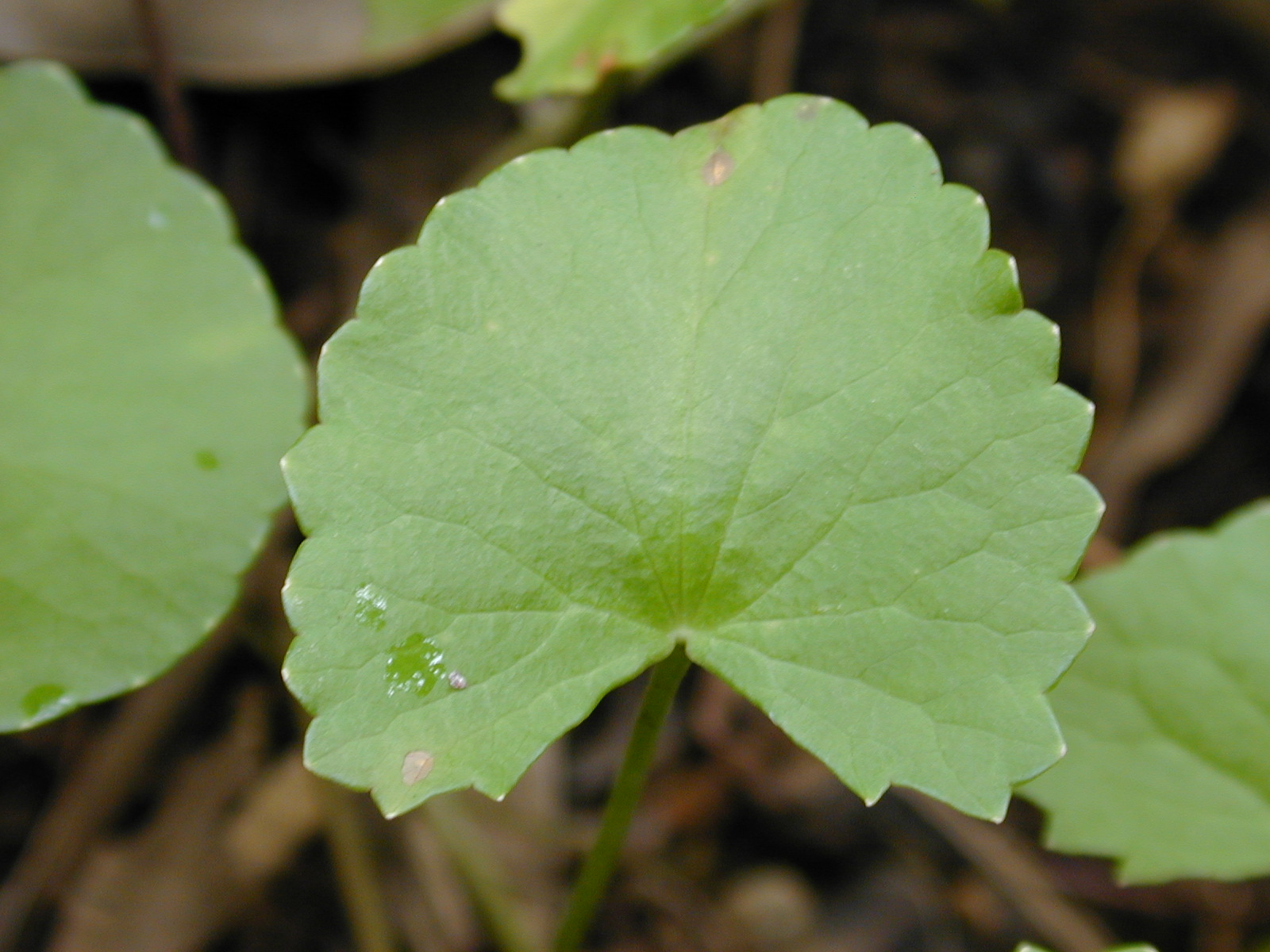
Detalhe das folhas.

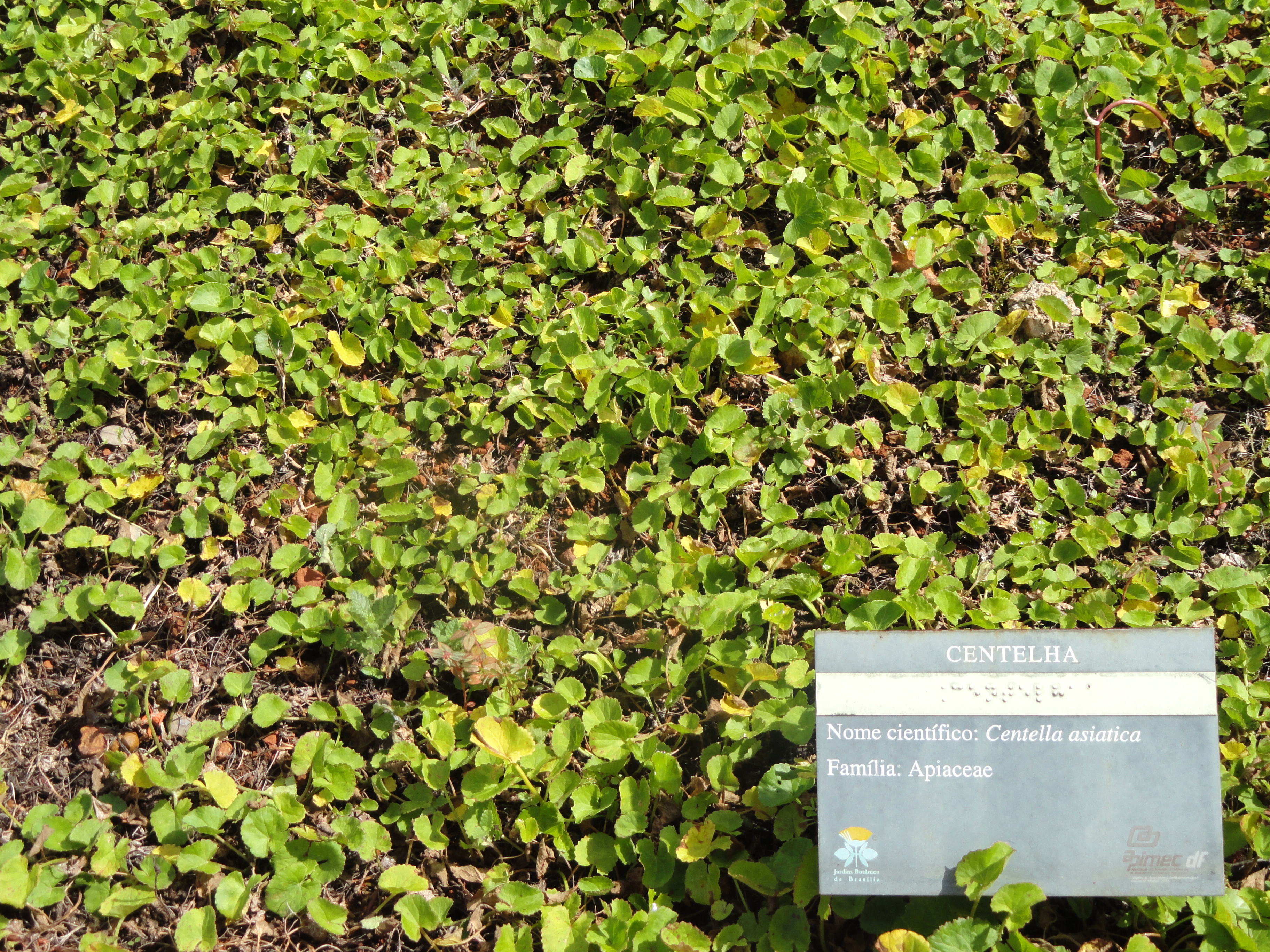
Vista da planta.

Centella asiatica (L.) Urban, comummente conhecida como centela ou centela-asiática, é uma pequena planta herbácea anual da família das apiáceas, nativa da Ásia meridional, da Austrália e de ilhas do Pacífico (Nova Guiné, Melanésia, Malásia). É muito utilizada em tratamentos contra problemas circulatórios e celulite, mas tem extensivo uso como planta medicinal na medicina ayurvédica e na medicina tradicional chinesa. 

## Taxonomia
A Centella asiatica foi descrita por Lineu, mas o taxon foi reposicionado por Ignatz Urban, conforme publicado na Flora Brasiliensis 11(1): 287. 1879. A espécie apresenta uma complexa sinonímia, que inclui os seguintes binomes:
| - Centella biflora (P.Vell.) Nannf. - Centella coriacea Nannf. - Centella dusenii Nannf. - Centella erecta (L.f.) Fernald - Centella floridana (J.M.Coult. & Rose) Nannf. - Centella hirtella Nannf. - Centella repanda (Pers.) Small - Centella repanda var. floridana Small - Centella triflora (Ruiz & Pav.) Nannf. - Glyceria repanda Nutt. - Hydrocotyle asiatica L. - Hydrocotyle asiatica fo. luxurians Donn.Sm. | - Hydrocotyle biflora P.Vell. - Hydrocotyle brasiliensis Scheidw. ex Otto & F.Dietr. - Hydrocotyle brevipedata St.Lag. - Hydrocotyle erecta L. f. - Hydrocotyle ficarifolia Stokes - Hydrocotyle ficarioides Lam. - Hydrocotyle inaequipes DC. - Hydrocotyle lurida Hance - Hydrocotyle nummularioides A.Rich. - Hydrocotyle reniformis Walter - Hydrocotyle repanda Pers. - Hydrocotyle sylvicola E. Jacob Cordemoy - Hydrocotyle triflora Ruiz & Pav. |